# 博斯地区尚皮尼
博斯地区尚皮尼（法語：Champigny-en-Beauce，法語發音：[ʃɑ̃piɲi ɑ̃ bos]）是法国卢瓦-谢尔省的一个市镇，属于布卢瓦区。

## 地理
博斯地区尚皮尼（47°42'43"N, 1°15'21"E）面积22.31 平方千米，位于法国中央-卢瓦尔河谷大区卢瓦-谢尔省，该省份为法国中北部省份，北起厄尔-卢瓦省，东北接卢瓦雷省，东南接谢尔省，南至安德尔省，西南接安德尔-卢瓦尔省，西北接萨尔特省。
与博斯地区尚皮尼接壤的市镇（或旧市镇、城区）包括：阿韦尔东、拉沙佩勒-旺多穆瓦斯、科南、罗东、瑟洛姆、维勒弗朗克尔、维勒马尔迪。

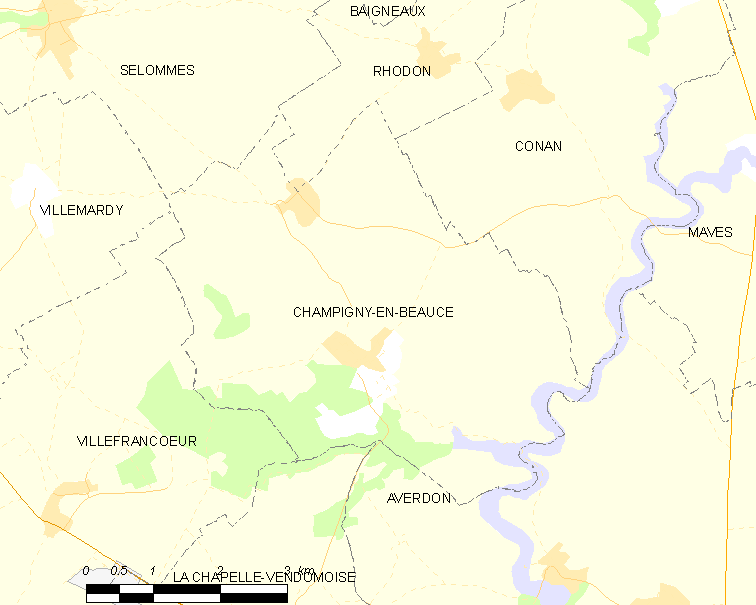
博斯地区尚皮尼的OSM定位图

博斯地区尚皮尼的时区为UTC+01:00、UTC+02:00（夏令时）。

## 行政
博斯地区尚皮尼的邮政编码为41330，INSEE市镇编码为41035。

## 政治
博斯地区尚皮尼所属的省级选区为卢瓦尔河畔沃赞县。

## 人口

1962-2008年间博斯地区尚皮尼人口变化图示

博斯地区尚皮尼于2022年1月1日时的人口数量为607人。